# Megata
Megata je název menšího maarového pole, sestávajícího ze tří maarů, které se nachází na poloostrově Oga v severozápadní části japonského ostrova Honšú. Maary představují pozůstatek čedičovo-dacitového vulkanismu spojeného s výnosem plášťového materiálu (xenolitů) na povrch. Nejstarší a největší (600 m v průměru) je maar Ičinomegata. 

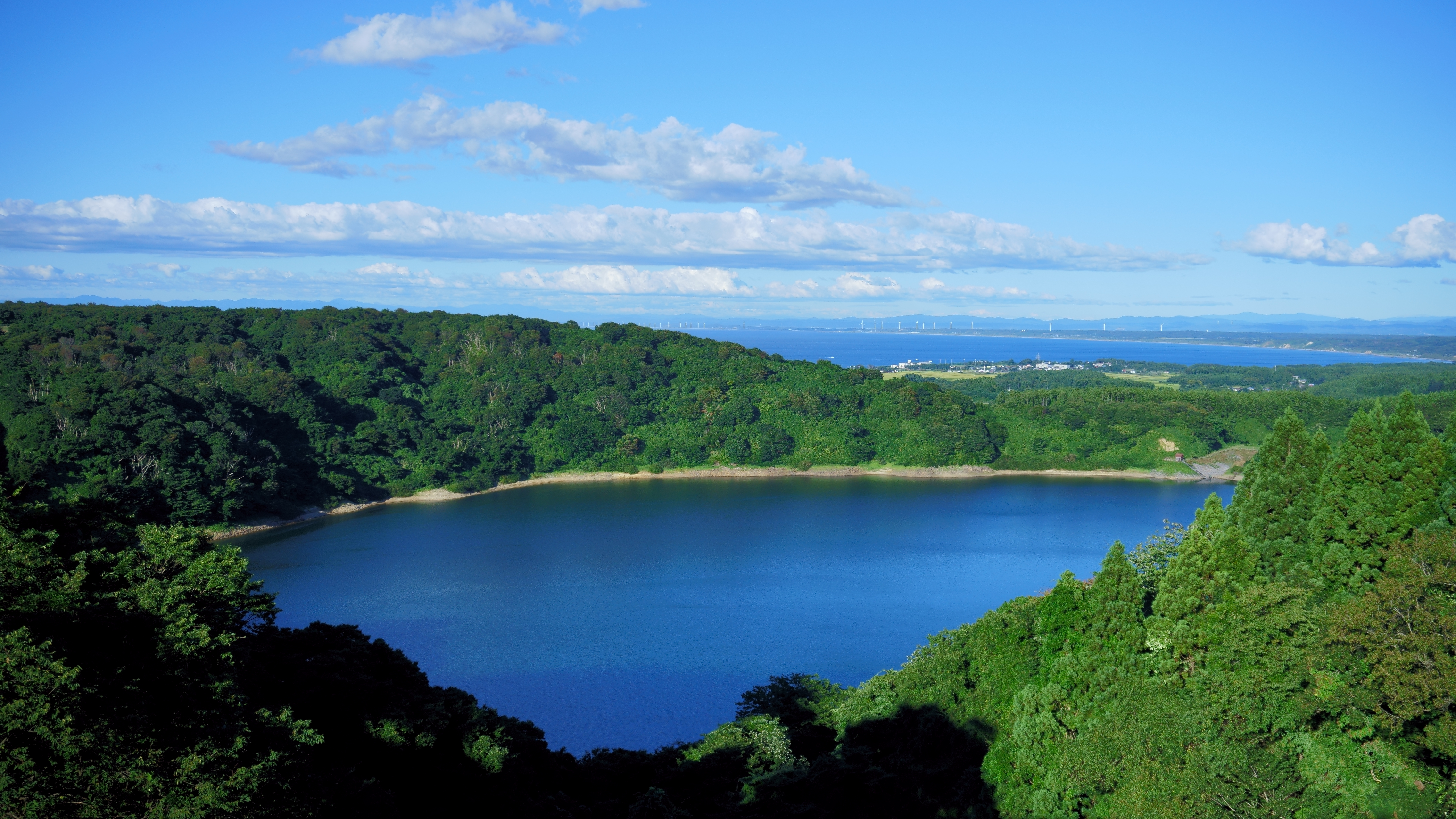
Maar Ičinomegata

Stáří maarů se datuje do období pleistocénu, ale vrstvy keramiky z archeologických vykopávek z okolí pocházejících z doby před 4000 let, jsou překryty tefrovou vrstvou, pocházející z erupcí pole Megata.